# Gallertoide
Gallertoide ist die Bezeichnung für hypothetische Lebensformen, die beim evolutiven Übergang von Einzellern zu vielzelligen Tieren entstanden sein sollen, und somit Ausgangspunkt für die Evolution des gesamten Tierreiches sein müssten. Postuliert wurden diese hypothetischen „Urtiere“ von Vertretern der sogenannten Frankfurter Evolutionstheorie, für die kennzeichnend ist, dass sie evoluierende Organismen als funktionale Konstruktionen beschrieben, und eine bloße Aneinanderreihung von Formen und Gestalten als wissenschaftlich unzureichend ablehnten. Gallertoide sind also das Ergebnis einer strikt konstruktionsmorphologischen Modellierung, anstelle eines primären Vergleiches von Merkmalen und Körperformen.
Obwohl die Hypothese in der evolutionsbiologischen Literatur gelegentlich wahrgenommen wurde, handelt es sich innerhalb der Evolutionstheorie generell um eine Außenseiterhypothese.

## Die Gallertoid-Hypothese

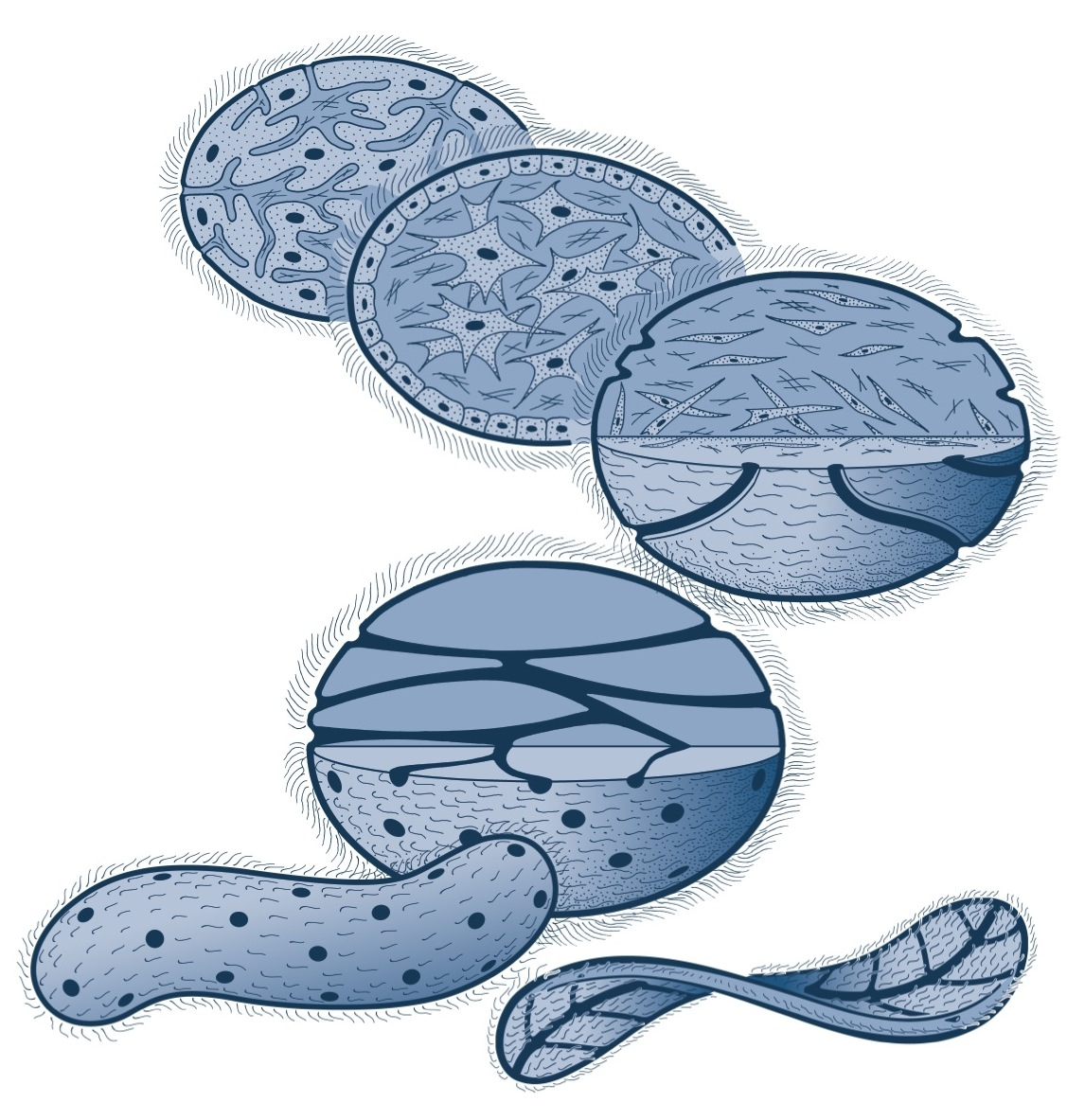
Evolution und Körperbau der Gallertoide. Dargestellt ist die Entstehung verschiedener Gewebetypen, die Einfaltung von Kanälen und die Herausbildung einer frühen Formenvielfalt.

Vor der Entwicklung der Gallertoidtheorie gingen die meisten Theorien für die Entstehung der ersten vielzelligen Tiere von hohlkugeligen Vertretern aus, in die sich im Laufe der Evolution Verdauungsräume einfalteten (Gastraea-Theorie von Ernst Haeckel, Synzoospore-Theorie von Alexej Alexejewitsch Zachvatkin). Diese Theorien wurden in Analogie zum Gastrulationsprozess in der Embryonalentwicklung vorgelegt. Dieser ist allerdings streng genommen nicht mit einem über viele Generationen ablaufenden Evolutionsprozess vergleichbar. Insbesondere die langsame Einfaltung von Kanälen bedarf einer inneren Stabilisierung durch Bindegewebe. Der wissenschaftliche Gehalt und die Innovation der Gallertoidtheorie ist besonders vor diesem Hintergrund zu verstehen.
Als für die Tiere typische Konstruktion sei demnach der Aufbau des Gallertoide-Körpers aus Bindegewebe (Kollagen) mit in dieses Fasernetz eingelagerten Zellen zu erkennen. Zusätzlich werden alle faserigen Strukturen von einem Epithel, einer dichten Zellschicht, umschlossen, um das Fasernetz gegen das umgebende Medium (Wasser) abzugrenzen. Die Gallertoide dürften der Theorie zufolge kleine, wenige Millimeter große Tiere gewesen sein, die verschiedene Körperformen hatten und von einem mehr oder minder dichten Kanalsystem durchzogen waren. Diese Kanäle wären mit einem cilienbesetzten Epithel ausgekleidet und dienten der Nahrungsaufnahme. Partikel würden durch die Kanäle hindurch transportiert und dort von den Zellen aufgenommen und die verwertbaren Bestandteile dann im Körper verteilt.
Auf Basis der Gallertoide als erste vielzellige Tiere lassen sich für die Vertreter der Theorie die Hauptevolutionslinien des Tierreiches rekonstruieren. Bis heute gebe es Organismen, die dem histologischen Aufbau der (hypothetischen) Gallertoide nahestehen, die Ctenophoren.
Die Entstehung der Gallertoide wird gemäß der Frankfurter Evolutionstheorie als Vorgang der internen Kompartimentierung rekonstruiert und beschrieben. In vielkernigen Einzellern, deren Körper von einem breit angelegten Kanal- und Röhrensystem des Endoplasmatischen Retikulums durchzogen ist, würden Fasern (Polysaccharide und Polypeptide) zunächst als Energiespeicher eingelagert. Durch Einlagerung von Faserproteinen veränderten sich die mechanischen Eigenschaften des Körpers, er werde verfestigt, die Konsistenz erhalte gallertige, gelartige Eigenschaften. Diese Masse stützte und stabilisierte den Körper der frühen vielkernigen Einzeller und der Organismus konnte größer werden. Das umgebende Zytoplasma werde hierbei gedehnt und von den Wänden des endoplasmatischen Retikulums umschlossen. Da diese Wände den gleichen Aufbau haben, wie die äußere Zellmembran – genauer: das endoplasmatische Retikulum enthält Bausteine der Zellmembran – entstünde eine vielzellige Körperkonstruktion mit syncytialem Aufbau.